# Eita (Tabiteuea)
Eita ist ein Ort auf der Hauptinsel Nuribenua des Tabiteuea-Atolls in den zum Inselstaat Kiribati gehörenden Gilbertinseln im Pazifischen Ozean mit einer Landfläche von 0,69 km². Er gehört zum Distrikt North Tabiteuea. 2020 hatte der Ort 791 Einwohner.

## Geographie
Eita liegt im Zentrum von Nuribenua zwischen Utiroa im Süden und Terikiai im Norden an einer Bucht der Lagune. Im Ort gibt es ein traditionelles Versammlungshaus (Eita Maneaba).

## Klima
Das Klima ist tropisch heiß, wird jedoch von ständig wehenden Winden gemäßigt. Ebenso wie die anderen Orte des Tabiteuea-Atolls wird Eita gelegentlich von Zyklonen heimgesucht.